# ブライアン・ティッシー
ブライアン・ティッシー（Brian Tichy、1968年8月18日 - ）は、アメリカ合衆国出身のドラマー。またドラマーとしての活動以外にギターやベースも演奏し、ソングライティングやプロデュース等も行っている。

## 人物
8歳からドラムを叩き、12歳にはギターも始めた。
音楽的影響は、キッスのピーター・クリスからが主であり、他にはレッド・ツェッペリンや アイアン・メイデンのニコ・マクブレイン、エアロスミス、AC/DCやヴァン・ヘイレンなどである。名字はチェコ・スロバキア語で「サイレント」を意味する。

## 経歴
ドラマーとしてはホワイトスネイク、ビリー・アイドル、フォリナー、サス・ジョーダン、オジー・オズボーン、スラッシュズ・スネイクピットでの活動でよく知られ、日本ではB'zや松本孝弘によるプロジェクトTMGに参加しており、2019年には、B'zの「B'z LIVE-GYM 2019 -Whole Lotta NEW LOVE-」にサポート・ドラマーとして参加している。
バークリー音楽大学に1986年から1990年まで在籍したあと、ビリー・アイドルの作品とツアーに参加し、オジー・オズボーン、シーザー、ヴェルヴェット・リヴォルヴァー、フォリナー、プライド&グローリー、グレン・ヒューズ、サス・ジョーダン、スラッシュズ・スネイクピット、China Rain、ホワイトスネイク、最近では ザ・ デッド・デイジーズなどの様々なアーティストと仕事をしている。
2015年にはオペレーション：マインドクライムとザ・ デッド・デイジーズの正式メンバーとなった。

### ボール
様々なアーティストとレコーディングやツアーをするのを主としながら、彼自身のバンド「ボール (Ball)」ではボーカルとギターを担当している。レーベル「Time Bomb Recordings」がなくなり、アルバム『American Aggression』が公式リリースされることはなかった。その後もCDリリースを試みアルバム『ザ・グランド・ヒューマン・ディザスター・シナリオ』（日本限定）を1999年5月にリリースした。このCDには以前のレーベルでレコード発売契約をしていたデモ曲が含まれていた。2003年末頃からビリー・アイドルとの共同作曲者としての役割の増大に合わせて、ボールに注ぐ時間は限られたものとなった。

### ビリー・アイドル
ビリー・アイドルとブライアンの共同作曲は、1993年以降のビリー・アイドルの作曲に刺激を与えた。『デヴィルズ・プレイグラウンド』（サンクチュアリ・レコード）は、2004年に制作され、8曲がビリー・アイドルとの共作であった。2005年3月にリリースされ、その年の残りをツアーに費やした。続いて2006年はビリーのクリスマス・アルバムの制作に取りかかった。これは彼ら自身によって制作され、この際、ブライアンは彼らのリハーサル・スタジオでドラム、ギター、ベースやエンジニア、共同プロデューサーとして仕事をした。『Happy Holidays』は、2006年11月にベスト・バイを通じヨーロッパで販売された。

### フォリナー
フォリナーには1998年から2000年まで在籍した。また2007年からはジェイソン・ボーナムに代わり2010年のアルバム『キャント・スロー・ダウン』まで参加した。また2011年、当時メンバーだったマーク・シュルマンの父が他界した際に、代わりとしてライブに一回参加している。2012年8月にも、バンドを離れたシュルマンに代わり、再びライブに参加した。

### 最近のプロジェクト
シーザーのジョン・ハンフレイの穴埋めとして2007年4月に参加した。2009年春まではジェイソン・ボーナムの代わりとしてフォリナーのツアーに参加し、ビリー・アイドルとの長年に渡る関与を終了させた。そしてテレビや映画のための音楽を作曲し、欧州の女性メタル歌手マーリヤ・ロックスのレコーディングに参加した。2010年9月25日には、レッド・ツェッペリンのジョン・ボーナムの死後25年追悼記念として「Bonzo, The Groove Remains the Same」を企画制作した。2011年には、S.U.N.（Something Unto Nothing）を結成。自身はギタリストとして参加し、ボーカリストにはサス・ジョーダン、ベースにはマイケル・デヴィン、ドラマーにはトミー・スチュワートが加わった。2014年にはマイケル・スウィート、ジョージ・リンチ、ジェイムズ・ロメンゾ在籍の「Sweet & Lynch」に加入した。

### ホワイトスネイク
2010年6月18日にホワイトスネイクの新ドラマーとして発表された。2013年1月には脱退し、S.U.N.に注力した。

## スピードバッグ
フォリナー在籍中に、スピードバッグの愛好家になり、すぐにトップクラスのハードパンチャーとなり、スキルを向上させている。2009年から2010年のフォリナーのツアー中、バンドの機材車にも幾つかのスピードバッグのウォールセットを作り「スピードバッグトラック」と悪名高く呼ばれた。ツアーで回った様々な街ではスピードバッグ愛好家を招き入れた。何人かのアメリカでトップクラスのハードパンチャーはライブの前にトラックに入りスピードバッグを楽しんだ。まもなくYouTubeにて音楽にのせたリズミカルでテクニカルな彼のパンチングスキルを公開した。それにはフィットネスと楽器としての面があった。彼はいつもスピードバッグをドラムキットの中に取り入れることを計画しており、それは2012年4月のVH-1クラシックの「That Metal Show」にて公開された（UBS1 freestanding floor frame を使用しているBalazboxing）。これはプロドラマーによりスピードバッグが楽器として大勢の観衆に示され、スピードバッグの歴史としても重要なものであった。

## ディスコグラフィ

### リーダー・アルバム
- Merry Tichmas - An Instrumental Christmas LP (2019年)

### ボール
- 『ザ・グランド・ヒューマン・ディザスター・シナリオ』 - The Grand Human Disaster Scenario (1999年) ※日本限定
- 『トラップド・ライク・ア・ラット』 - Trapped Like A Rat (1999年) ※EP
- American Aggression (2000年) ※BrianTichy.com 限定
- A Study in Persistence (2001年) ※BrianTichy.com 限定
- Bleed Defeat (2003年) ※BrianTichy.com 限定

### S.U.N. (Something Unto Nothing)
- Something Unto Nothing (2012年)

### 参加アルバム
ザ・ デッド・デイジーズ
- Face I Love (2014年)
- 『メイク・サム・ノイズ』 - Make Some Noise (2016年)
- 『レイディアンス』 - Radiance (2022年)

ビリー・アイドル
- 『デヴィルズ・プレイグラウンド』 - Devil's Playground (2005年)
- Happy Holidays (2006年) ※クリスマス・アルバム
- The Very Best of Billy Idol: Idolize Yourself (2008年) ※コンピレーション

デレク・シェリニアン
- 『ブラック・ユートピア』 - Black Utopia (2003年)
- 『ミソロジー』 - Mythology (2004年)
- 『ブラッド・オヴ・ザ・スネイク』 - Blood of the Snake (2006年)
- 『メレキュラー・ヘイノシティ』 - Molecular Heinosity (2009年)

ケニー・ウェイン・シェパード
- 『ザ・プレイス・ユア・イン』 - The Place You're In (2004年)

ギルビー・クラーク
- 『ラバー』 - Rubber (1998年)
- 『スワッグ』 - Swag (2001年)
- 『ギルビー・クラーク』 - Gilby Clarke (2007年) ※コンピレーション

ヴィニー・ムーア
- 『アウト・オブ・ノーホェア』 - Out of Nowhere (1996年)

アナ・シデル
- A Solas... (2005年) ※8曲録音

スティーヴィー・サラス
- 『エレクトリック・パウワウ』 - The Electric Pow Wow (1993年)
- 『バック・フロム・ザ・リビング』 - Back From The Living (1994年)
- 『12ヒッツ・アンド・ア・バンプ』 - 12 Hits And A Bump (1995年) ※ニッケルバッグ名義
- 『アンソロジー1987～1994』 - Anthology 1987-1994 (1996年)
- Le Bootleg (Live in Paris) (1997年)
- Mas Feedback  (1997年) ※ニッケルバッグ名義
- 『ザ・サムタイムズ・オルモスト・ネバー・ワズ』 - The Sometimes Almost Never Was (1998年)
- 『ソル・パワー』 - Sol Power (1999年)
- 『シェイプシフター』 - Shapeshifter - The Rise And Fall of Stevie No Wonder (2001年)

プライド・アンド・グローリー
- 『プライド・アンド・グローリー』 - Pride & Glory (1994年)

B'z
- 「juice」 (2000年) ※シングル
- 『ELEVEN』 (2000年)
- 『BIG MACHINE』 (2003年)
- 『THE CIRCLE』 (2005年)
- 『NEW LOVE』 (2019年)
- 「SLEEPLESS」 (2022年) ※シングル
- 『Highway X』 (2022年)

TMG
- 『TMG I』 (2004年)

サス・ジョーダン
- 『ラッツ』 - Rats (1994年)

ショウ・ブレイズ
- 『インフルエンス』 - Influence (2007年) ※2004年録音。8曲参加

ジャック・ブレイズ
- 『ロックン・ロール・ライド』 - Rock 'N Roll Ride (2012年) ※4曲参加

ホワイトスネイク
- 『フォーエヴァーモア』 - Forevermore (2011年)
- 『メイド・イン・ジャパン』 - Made in Japan (2013年) ※ライブ

マスターソース・ミュージック・カタログ
- 2000年以降、マスターソース（MasterSource）のチーフ・ロック・ソングライターを担当。マスターソースは、TVや映画に音楽を提供している。ティッシーによるものは以下の作品に含まれている。

『ロー&オーダー』『CSI:科学捜査班』『40歳の童貞男』『Supergroup』『オズボーンズ』『パンクト』『Pimp My Ride』その他。
その他
- チャイナ・レイン : 『ベッド・オブ・ネイルズ』 – Bed of Nails (1991年)
- ギャロウズ・ユーモア : In Dying Need (1993年)
- Various Artists : Return Of The Comet (A Tribute To Ace Frehley) (1997年) ※「Rip It Out」で参加
- TAISUKE : 『HEAVY POP』 – Heavy Pop (1998年)
- シェイムレス : 『バックストリート・アンセム』 – Backstreet Anthems (1999年)
- シェイムレス : Queen 4 a Day (2000年)
- Various Artists : 『エアロスミス・トリビュート - Eat the Rich』 – Tribute To Aerosmith / Let The Tribute Do The Talkin'  (2002年)
- リッチー・コッツェン : 『ゲット・アップ』 - Get Up (2004年) ※日本盤ボーナス・トラック「Shapes of Things」に参加
- Various Artists : Numbers From The Beast (An All Star Salute To Iron Maiden) (2005年) ※「Run to the Hills」 with マイケル・シェンカー、トニー・フランクリン
- Various Artists : 『ブッチャリング・ザ・ビートル〜ヘッドバッシング・トリビュート』 – Butchering The Beatles - A Headbashing Tribute (2006年) ※「Tomorrow Never Knows」 with ビリー・アイドル、スティーヴ・スティーヴンス
- マルコ・メンドーサ : 『リヴ・フォー・トゥモロー』 – Live for Tomorrow (2006年) ※3曲参加
- スティーヴ・スティーヴンス : 『メモリー・クラッシュ』 – Memory Crash (2008年)
- エース・フレーリー : 『アノマリー』 – Anomaly (2009年) ※「Fox on the Run」に参加
- マーリヤ・ロックス : Payback Time (2010年)
- スティーヴン・タイラー : 「フィールズ・ソー・グッド」 – "(It) Feels So Good" (2011年) ※シングル
- リンチ・モブ : 『REBEL』 - Rebel (2015年)

## 参加したライブ・ツアー
- 1991年–1992年 : ヴィニー・ムーア (ラッシュの前座10公演)
- 1994年 : サス・ジョーダン (夏のツアー)
- 1994年 : プライド・アンド・グローリー (アメリカ、ヨーロッパ、日本ツアー)
- 1995年 : スラッシュズ・スネイクピット (1995 ワールド・ツアー)
- 1996年 : ニッケルバッグ (日本&アメリカ・ツアー)
- 1998年–2000年 : フォリナー
- 2000年 : オジー・オズボーン (オズフェスト 2000)
- 2001年 : グレン・ヒューズ
- 2001年– : ビリー・アイドル (ツアー・ドラマー)
- 2005年 : ヴェルヴェット・リヴォルヴァー  (手を怪我したマット・ソーラムに代わって代理参加)
- 2006年–2007年 : フォリナー (当時のドラマー、ジェイソン・ボ―ナムの代理参加)
- 2007年 : シーザー  (フェスティバルのため１か月代理参加)
- 2010年 : ゲス・フー (代理参加)
- 2010年 : Bonzo, The Groove Remains the Same (レッド・ツェッペリンのジョン・ボーナムの死後25年追悼企画ライブ)
- 2013年 : S.U.N. (Something Unto Nothing)
- 2013年 : ジェフ・テイト (代理参加)
- 2014年 : ジェフ・テイト (代理参加)
- 2024年 : ジーン・シモンズ・バンド (南アメリカ&ヨーロッパ・ツアー)